# Moskovskije novosti
Moskovskije novosti (rusky Московские новости) je ruský společensko-politický deník, v minulosti však vycházel i jako týdeník.
Moskovskije novosti vznikly původně v roce 1930 jako tiskovina pro zahraniční odborníky působící v SSSR a už v té době vycházela i jejich anglická verze. V roce 1949 bylo vydávání zastaveno v rámci boje s kosmopolity, a k obnovení časopisu došlo až v roce 1956, a to nejdříve v angličtině, posléze i v dalších cizojazyčných verzích, například v arabštině a esperantu. Ke konci 80. let 20. století vycházely také francouzsky, estonsky, německy, řecky a španělsky. Zásadním krokem se stal opětovný vznik nové verze v ruštině v roce 1980. Nejslavnější období nastalo v letech perestrojky, po roce 1986, kdy se stal šéfredaktorem Jegor Jakovlev. V té době vycházely jako týdeník a staly se jedním z nejčtenějších i nejkvalitnějších periodik v SSSR,[zdroj?] mj. i díky velmi liberální redakční politice, která umožnila zabývat se i do té doby tabuisovanými tématy, například o Gulagu, o literatuře, která byla dosud na indexu atd. Moskovskije novosti se postupně staly první opravdu nezávislou sovětskou tiskovinou, která budila značný zájem i za hranicemi.[zdroj?] Jako týdeník vycházely až do roku 2008, kdy zanikly. K obnovení časopisu došlo opět v roce 2009, nejdříve se dvěma čísly týdně, v ruské, anglické a arabské verzi. Od roku 2011 Moskovskije novosti vychází jako deník, existuje i internetová verze.